# Язвищевский сельсовет
Язвищевский сельсовет — упразднённая административно-территориальная единица, существовавшая на территории Московской губернии и Московской области до 1954 года.
Язвищевский сельсовет возник в первые годы советской власти. По состоянию на 1921 год он входил в Аннинскую волость Волоколамского уезда Московской губернии.
В 1924 году из Язвищевского с/с выделился Федюковский с/с.
По данным 1926 года в состав сельсовета входили 3 населённых пункта — Язвище, Высоково и Копытцево.
В 1929 году Язвищевский с/с был отнесён к Волоколамскому району Московского округа Московской области. При этом к нему был присоединён Федюковский с/с.
14 июня 1954 года Язвищевский с/с был упразднён. При этом его территория была передана в Чисменский с/с.